# Nocny człowiek (film)
Nocny człowiek (tytuł oryg. NightMan) – amerykański film fabularny, powstały na potrzeby telewizyjne. Ekranizacja serialu Nocny człowiek.

## Obsada
- Matt McColm – Johnny "Nightman" Domino
- Derek Webster – Raleigh Jordon
- Earl Holliman – Frank Dominus
- Jayne Heitmeyer – Lt. Briony Branca (22 odcinki, 1998-1999)
- Felecia M. Bell – Jessica Rodgers
- Michael Woods – Lt. Charlie Dann
- Patrick Macnee – doktor Walton
- David Hasselhoff